# SN 1966J
SN 1966J – supernowa typu Ib odkryta 27 listopada 1966 roku w galaktyce NGC 3198. W momencie odkrycia miała maksymalną jasność 11,20m.